# Gemeine Breitstirnblasenkopffliege
Die Gemeine Breitstirnblasenkopffliege (Sicus ferrugineus) ist eine Art aus der Familie der Blasenkopffliegen (Conopidae).

## Merkmale
Die Fliegen erreichen eine Körperlänge von 8,5 bis 9,5 Millimetern. Ihr Körper ist rostrot gefärbt, das Gesicht ist gelb, wobei die Stirn und der Scheitel stumpf sind, die Unterseite des Gesichts ist hingegen glänzend. Der Ocellenfleck auf der Oberseite des verhältnismäßig großen Kopfes ist dunkelbraun. Die kurzen Fühler sind braun, ihr zweites Glied ist gleich lang oder länger als das dritte. Der zweigliedrige Rüssel ist dunkelbraun bis schwarz. Zwischen den Hüften (Coxa) der vorderen und mittleren Beinpaare befindet sich ein glänzender schwarzer Fleck. Die Beine und auch die letzten Hinterleibssegmente sind häufig verdunkelt. Der Hinterleib ist im Querschnitt rund, das siebte Segment ist länglich und kegelförmig. Der Hinterleib ist insbesondere beim Männchen am Ende hakenförmig gekrümmt. Die Flügel sind durchsichtig, an der Basis aber rotgelb gefärbt.

## Vorkommen und Lebensweise
Die Tiere kommen in Asien, Europa und Nordafrika häufig vor. Die Art ist in Mitteleuropa die häufigste der Familie und von Mai bis September in allen Lebensräumen zu finden. Die Imagines sind Blütenbesucher, die Larven entwickeln sich parasitisch an Hummeln. 